# Мичуринский (Краснодарский край)
Мичу́ринский — посёлок сельского типа в Успенском районе Краснодарского края. Входит в состав муниципального образования «Успенское сельское поселение».

## География
Посёлок расположен в юго-восточной части Успенского района. Находится в 11 км к юго-востоку от районного центра Успенское и в 40 км к юго-востоку от города Армавир. К северу от посёлка расположена железнодорожная остановочная платформа 1690 км.
Граничит с землями населённых пунктов: Белецкий на северо-западе, Заветное на востоке и Подковский на юго-западе.
Населённый пункт расположен в переходной от равнинной к предгорной зоне Краснодарского края. Рельеф местности представляет собой в основном холмистую местность с волнистыми равнинами. Средние высоты на территории села составляют 285 метров над уровнем моря.
Почвенный покров на территории села в основном представлены чернозёмами предкавказскими и предгорными.
Климат умеренно-теплый. Среднегодовая температура воздуха положительная и составляет около +8°С. Средняя температура июля +23°С, средняя температура января −7°С. Среднегодовое количество осадков составляет около 650 мм в год. Основная их часть приходится на период с апреля по июнь.

## Население
| 2002 | 2010  |
| ---- | ----- |
| 1540 | ↘1514 |

Национальный состав
По данным Всероссийской переписи населения 2010 года:
| Народ    | Численность, чел. | Доля от всего населения, % |
| -------- | ----------------- | -------------------------- |
| русские  | 1 289             | 85,1 %                     |
| черкесы  | 107               | 7,1 %                      |
| украинцы | 35                | 2,3 %                      |
| другие   | 83                | 5,5 %                      |
| всего    | 1 514             | 100 %                      |

## Инфраструктура
- Средняя общеобразовательная школа № 3 — ул. Горького, 1.
- Фельдшерско-акушерский пункт

## Улицы
| Восточная |
| Гагарина  |
| Горького  |
| Заводская |
| Заречная  |

| Ленина       |
| Лермонтова   |
| Луначарского |
| Новая        |

| Пушкина   |
| Садовая   |
| Солнечная |
| Южная     |